# Ольховский, Гурген Гургенович
Гурген Гургенович Ольховский (род. 1933) — советский и российский учёный, специалист в области тепловой энергетики, член-корреспондент РАН (2000), один из последних награждённых орденом Трудового Красного Знамени (21.12.1991).

## Биография
Родился 1 февраля 1933 года в Харькове.
В 1956 году — окончил Московский энергетический институт.
С 1956 года — работает во Всероссийском теплотехническом институте, пройдя путь от инженера до директора института (1985—2010).
В 1964 году — защитил кандидатскую, а в 1980 году — докторскую диссертацию, в 1997 году — присвоено учёное звание профессора.
В 2000 году — избран членом-корреспондентом РАН.

## Научная деятельность
Ведущий специалист в области тепловой энергетики.
Ведет научную и производственную деятельность в области разработки и применения в энергетике газотурбинных и парогазовых установок (ГТУ и ПГУ).
Являлся руководителем разработки методик и специальных измерительных устройств, организатор проведения исследований головных образцов всех отечественных энергетических газотурбинных и парогазовых установок на электростанциях.
Автор 290 научных работ, в том числе 2 монографии, 20 брошюр и обзоров, 8 изобретений.
Постоянный участник региональных и международных энергетических конференций.
Участие в научных организациях
- главный редактор журнала «Электрические станции»
- член редколлегии журнала «Теплоэнергетика»
- член экспертного совета ВАКа
- председатель диссертационного совета ВТИ
- член диссертационного совета МЭИ
- член научно-технического совета РАО «БЭС России»
- заместитель председателя комитета по газовым турбинам РАН
- член Российского национального Комитета МИРЭС

Монографии
- Тепловые испытания стационарных газотурбинных установок
- Энергетические газотурбинные установки

## Награды
- Орден Трудового Красного Знамени (1991) — за большой личный вклад в разработку и внедрение высокоэффективного оборудования для тепловых и атомных электростанций (один из последних награждённых этим орденом)[3]
- Медаль ордена «За заслуги перед Отечеством» II степени (2013)[4]
- Премия Совета Министров СССР (1978) — за разработку и освоение Якутской газотурбинной электростанции
- Премия Правительства Российской Федерации в области науки и техники (1997) — за разработку, освоение производства и внедрение в эксплуатацию нового поколения интегрированных средств автоматизации технологических процессов[5]
- Премия Правительства Российской Федерации в области науки и техники (2010) — за разработку и освоение парогазовых установок мощностью 450 МВт[6]
- Почётная грамота Правительства Российской Федерации (2003) — за большой личный вклад в развитие топливно-энергетического комплекса России, многолетний плодотворный труд и в связи с 70-летием[7]
- Заслуженный энергетик Российской Федерации (1997)[8]
- Премия имени И. И. Ползунова (1993) — за монографию «Энергетические газовые установки»[1]
- Знак «Отличник энергетики и электрификации СССР» (1970)[2]
- Почётная грамота Минэнерго СССР (1971)[2]
- Знак «Почётный энергетик СССР» (1983)[2]
- Знак «70-лет плана ГОЭЛРО» (1991)[2]
- «Заслуженный работник Единой энергетической системы России» (1996)[2]
- «Заслуженный работник Минтопэнерго РФ» и «Ветеран энергетики» (1998)[2]